# جرالد هسل
جرالد هسل (به انگلیسی: Gerald Hassell) (زاده ۱۹۵۲) کارآفرین، بانکدار و مدیر ارشد اجرایی آمریکایی است، که در حال حاضر به‌عنوان مدیر عامل اجرایی و رییس هیئت مدیره بانک نیویورک ملون فعالیت می‌کند.